# Everything’s Gone Green
«Everything’s Gone Green» (с англ. — «Всё стало зелёным») — песня британской рок-группы New Order, выпущенная первоначально в укороченной версии на обратной стороне сингла «Procession», а затем в полной версии на сингле, выпущенном исключительно в Бельгии. В результате, песня так и не попала в британский хит-парад.

## Обзор
Композиция была построена на пульсирующем ритме, впервые применённого группой секвенсора и словно запрограммированных, но тем не менее настоящих ударных. Именно эта песня и определила направление, по которому пошли New Order; более того, на её ритмической основе был построен следующий сингл — «Temptation», ознаменовавший окончательный разрыв со стилистическим наследием Joy Division.
Впервые «Everything’s Gone Green» была исполнена на концерте 15 мая 1981 года в Брюсселе. Примерно тогда же шла работа над записью песни в студии с Мартином Хэннетом, с которым у группы к тому времени сложились напряжённые отношения. Последней каплей терпения для New Order стала как раз работа над «Everything’s Gone Green», где Хэннет пытался завуалировать барабаны Морриса, а самим музыкантам хотелось наоборот более чёткого, не заглушённого эффектами звука. Хэннет пришёл в раздражение и покинул студию, и музыканты без него доработали песню. Больше с ним они не работали.
В 1982 году песня вошла в мини-сборник 1981–1982.

## Последующие версии
В 1995 году Дейв Кларк сделал ремикс на «Everything’s Gone Green», который вошёл в сборник (the rest of) New Order.

## Список композиций
1. (A) «Everything’s Gone Green» — 5:33
2. (Б) «Cries and Whispers» — 3:25
3. (Б) «Mesh» — 3:00

## Позиции в чартах
| Хит-парад (1981)                 | Высшая позиция |
| -------------------------------- | -------------- |
| New Zealand RIANZ Singles Chart  | 29             |
| UK Independent Singles Chart     | 3              |
| US Billboard Hot Dance Club Play | 64             |